# Kostel Nanebevzetí Panny Marie (Vojslavice)
Kostel Nanebevzetí Panny Marie je farní a poutní kostel ve Vojslavicích. Po přestavbě v první polovině 18. století byl slavnostně vysvěcen dne 26. září 1723 opatem premonstrátského kláštera v Želivě Jeronýmem Hlínou.

## Stavební popis kostela

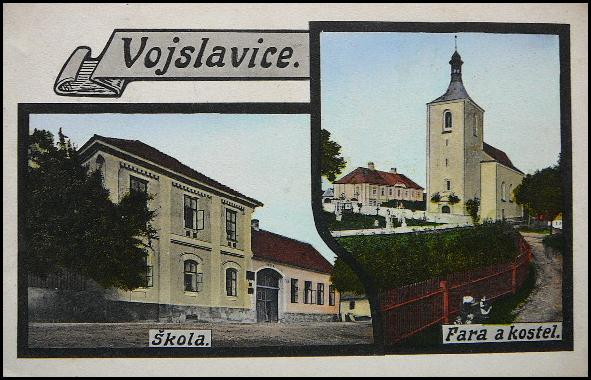
Historická fotografie kostela, cca 1925

Kostel je jednolodní stavba s přistavěnou trojboce uzavřenou sakristií a s hranolovou věží. Plány na stavbu, resp. přestavbu, kostela původně zpracoval architekt Jan Blažej Santini-Aichel, ale k realizaci dodnes dochovaného projektu nedošlo a současná podoba kostela Santiniho projektu neodpovídá. Při stavbě byly použity stavební prvky z původního gotického kostela, který byl přestavován v roce 1670 a který v roce 1680 vyhořel.

## Interiér kostela
Oltářní obraz Nanebevzetí Panny Marie od Josefa Stamice (1719–1791). V kostele je cyklus fresek z let 1740–1743, jejichž autorem je Siard Nosecký. V zasklené rokokové skříňce se stříbrným reliéfem Uzdravení nemocného je soška Madony s Ježíškem držícím v ruce zeměkouli, kterou kostelu věnoval želivský opat Daniel Schindler; soška je kopií sošky Panny Marie Foyenské.